# Sož

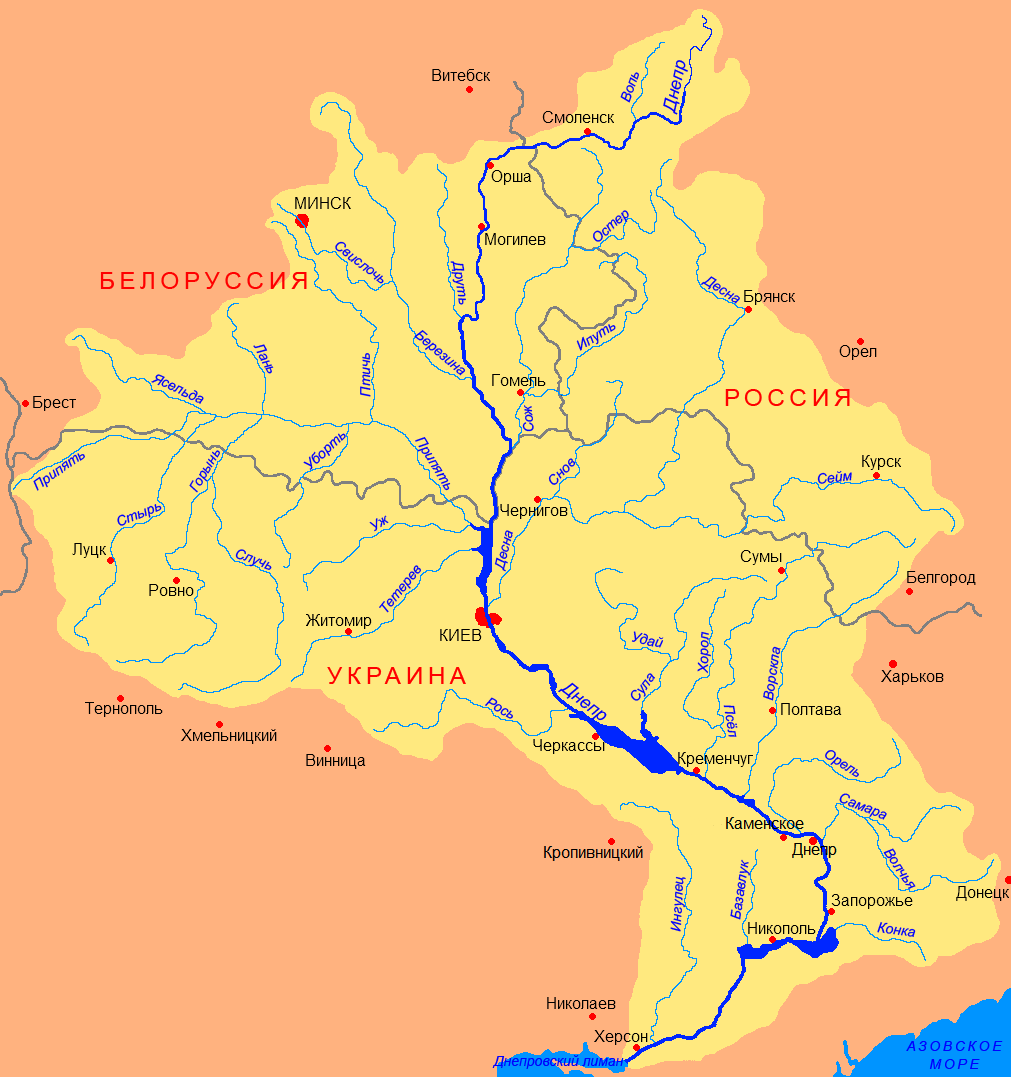
Il bacino del Dnepr

Il Sož (in bielorusso: Сож (sɔʐ), in ucraino Сож?, in russo Сож?, in polacco Soż, traslitterazione anglosassone: Sozh) è un fiume russo e bielorusso, affluente sinistro del Dnepr. 
Inizialmente il nome del fiume era Sozh' (in russo Сожь?, dall'antica lingua slava orientale: Съжь); erano già state suggerite origini etimologiche baltiche e baltofinniche però insoddisfacenti, e V.A. Žučkevič ha proposto che il nome derivasse dall'antico russo/bielorusso Sozhzh' (in russo сожжь?), "Parti di un bosco bruciato preparato per l'aratura", che ha paralleli con altri toponimi.

## Descrizione
Il Sož e il secondo affluente di sinistra del Dnepr per grandezza e portata d'acqua. È lungo 648 km (di cui 155 in Russia e 493 km in Bielorussia) l'area del bacino idrografico è di 42 100 km². Ha origine sull'altopiano di Smolensk-Mosca nel distretto Smolenskij dell'oblast' di Smolensk, 12 km a sud della città di Smolensk. Attraversa il territorio di due regioni della Bielorussia (Mahilëŭ e Homel'). Nell'ultimo tratto scorre parzialmente lungo il confine ucraino. La larghezza del canale Sozh nel corso inferiore raggiunge i 230 m, la profondità arriva fino a 5-6 m. Vicino a Homel' (seconda città più grande della Bielorussia) il fiume trasporta circa 200 m³ d'acqua al secondo.
I suoi maggiori affluenti sono: Vichra, Ostër, Pronja, Besed' e Iput'. Sul fiume si trovano le seguenti città: Kryčaŭ, Čėrykaŭ, Slaŭharad, Čačėrsk, Vetka e Homel'. Il Sož è attraversato dal Ponte Sož a Korma e da un elegante arco d'acciaio ad Homel', scena quest'ultima rappresentata in un francobollo nazionale.